# Treskowbrücke
Die Treskowbrücke ist eine 1904 eröffnete, 1934 neu errichtete Straßenbrücke über die Spree im Ortsteil Oberschöneweide des Berliner Bezirks Treptow-Köpenick. Sie verbindet die Ortsteile Oberschöneweide und Niederschöneweide. Benannt ist sie nach Sigismund von Treskow (1864–1945), dem damaligen Landrat des Kreises Niederbarnim.

## Geschichte

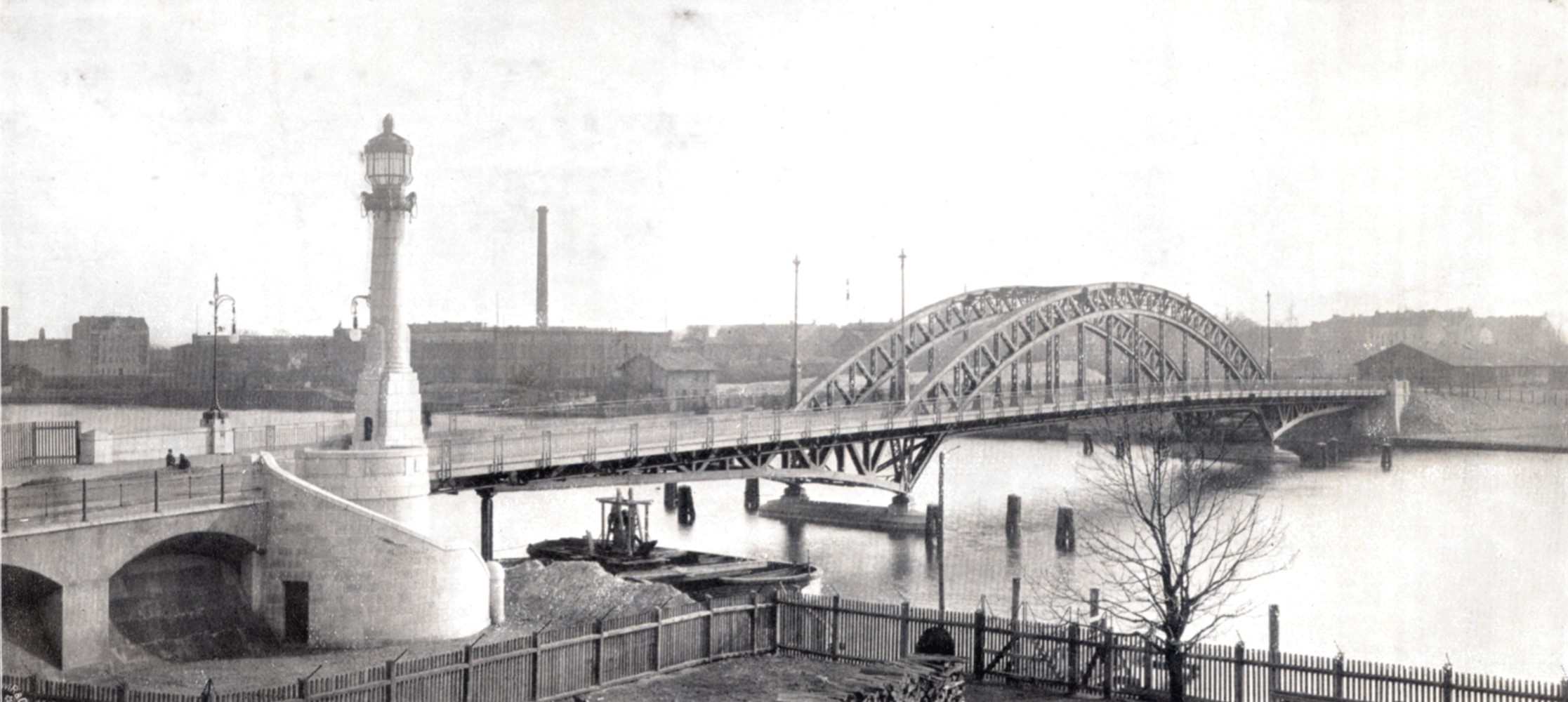
Erste Treskowbrücke, 1905

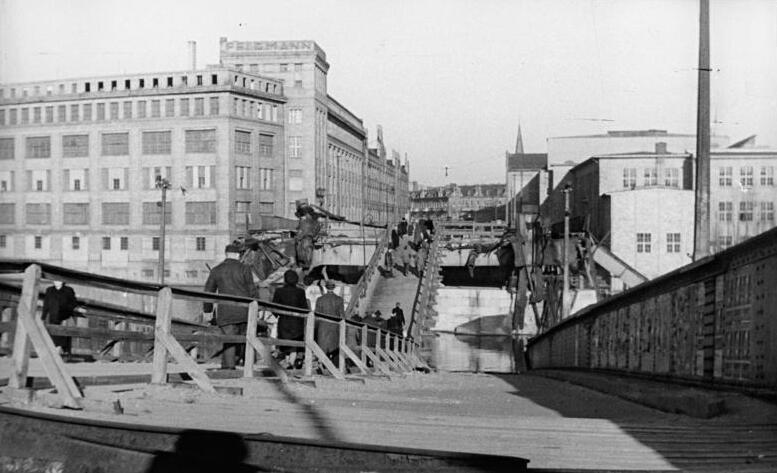
Nachkriegsprovisorium, 1950

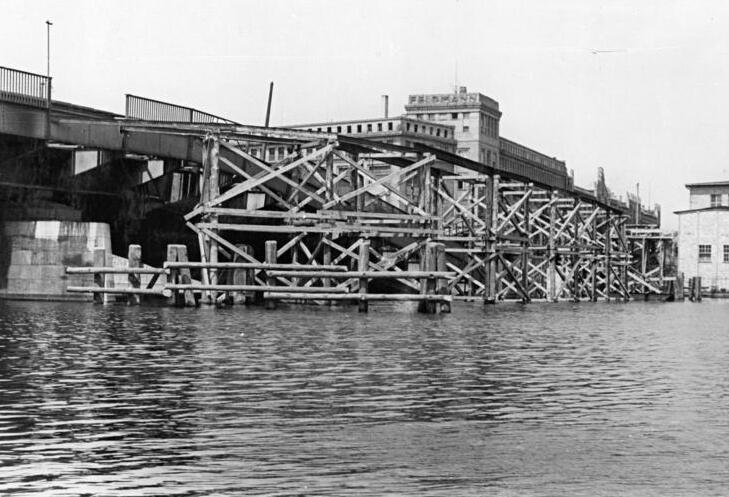
Wiederaufbau der Treskowbrücke, 1950

Die erste Brücke an der heutigen Stelle wurde 1903 bis 1904 nach Plänen von Karl Bernhard errichtet. Es handelte sich um eine stählerne dreifeldrige Fachwerkbogenbrücke. Ein flacher Bogen mit Zugband und abgehängtem Mittelfeld sowie Eisenträger unter den Seitengewölben bildeten die Tragglieder der Brücke. Am Tage der Verkehrsfreigabe erhielt die Brücke ihren Namen. Bereits einige Jahre später entwickelte sich der Verkehr über diese Brücke infolge der schnellen Industrialisierung des Gewerbegebietes Oberschöneweide so stark, dass ihre Fahrbahnbreite von 14,5 m nicht mehr ausreichte. Der Berliner Magistrat beschloss 1934 deshalb einen Neubau. Die alten Bogensegmente wurden abgetragen, und für den Bau der neuen Konstruktion errichteten die Baufirmen eine 200 m lange Behelfsbrücke. Die nun realisierte 22,3 m breite Straßenbrücke bot genügend Platz für Straßenbahnen, Autos und Fußgänger. Konstruktiv kam wieder eine dreifeldrige Eisenbrücke zur Ausführung, die auf den Widerlagern der ersten Brücke abgelegt werden konnte. Der Überbau bestand aus zwei langen, über alle drei Felder laufenden doppelwandigen Stahlträgern mit zwischenliegender Fahrbahn. Die Gehbahnen wurden seitlich an die Stahlelemente angehängt. Das neue Brückenbauwerk war ein schlichter Verkehrsbau und wirkte weniger dekorativ als die vorherige Bogenkonstruktion.
Im Zweiten Weltkrieg sprengten deutsche Truppen vor Einmarsch der Roten Armee den Kaisersteg und die Treskowbrücke. Der Stahlüberbau der Mittelöffnung stürzte in die Spree und beeinträchtigte die bald wieder aufgenommene Schifffahrt. Der Einmarsch der Sowjetarmee nach Berlin ließ sich dadurch nicht wesentlich aufhalten. Sowjetische Pioniereinheiten errichteten noch im Sommer 1945 einen hölzernen Behelfssteg vom nördlichen Brückenpfeiler auf die abgestürzte Fahrbahn, sodass eine Spreequerung für Fußgänger wieder möglich war.

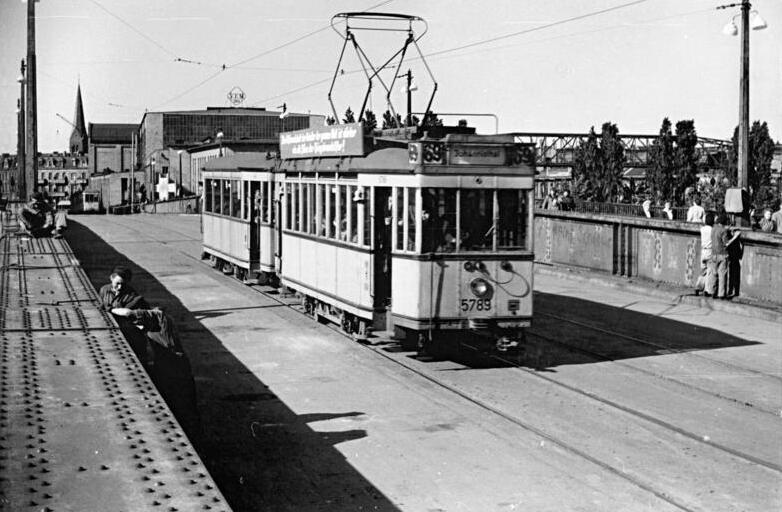
1955: Die Treskowbrücke ist für Fußgänger und Straßenbahn wieder frei, für den Autoverkehr aber noch gesperrt

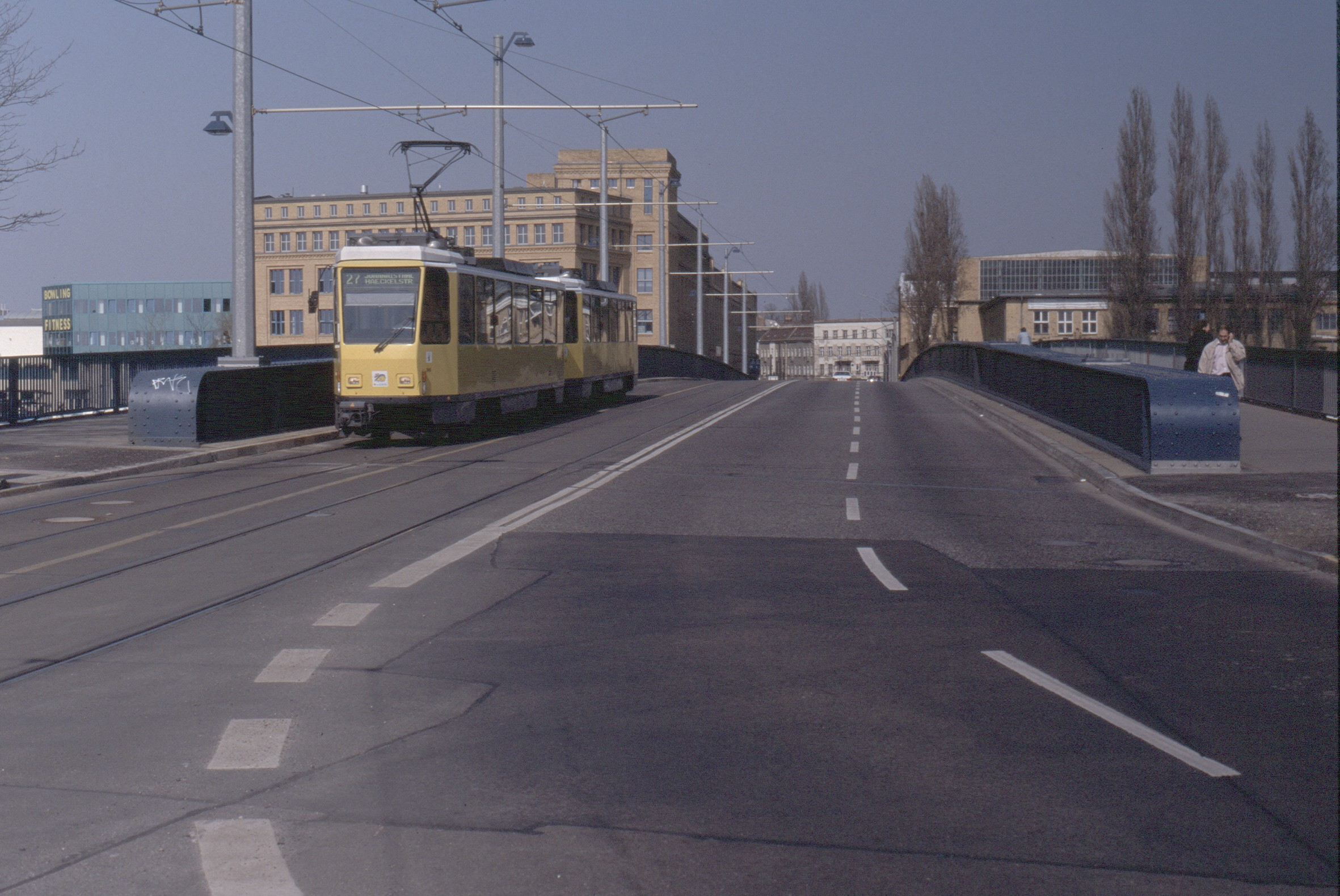
Südkopf der Treskowbrücke mit T6A2-Straßenbahntriebwagen, 2002

In der DDR wurden die zerstörten Teile der Treskowbrücke 1951 gehoben und die Materialteile aufgearbeitet. Bis 1954 konnten die noch vorhandenen Metallkonstrukte gerichtet werden, fehlende Teile wurden ergänzt und die reparierte Brücke für Fußgänger, Autos und den Straßenbahnverkehr wieder eröffnet. Der Autoverkehr erfolgt seit 1971 nur über die östliche Fahrbahn, die Gegenrichtung wurde dauerhaft über die Stubenrauchbrücke umgeleitet.

## Renovierungsarbeiten
1981 ließ der Magistrat von Ost-Berlin umfangreiche Sanierungsarbeiten ausführen. Zwischen 1999 und 2001 erfolgte die letzte Grundinstandsetzung, deren Arbeiten am 3. Dezember 2001 abgeschlossen und von der Wirtschaftsverwaltung mit 9,3 Mio. Mark gefördert wurden.